# Vlastimil Havlík (politolog)
Vlastimil Havlík (* 1981) je český politolog, právník, publicista a vysokoškolský pedagog.

## Studium
V roce 2005 získal magisterský titul v oboru politologie na Fakultě sociálních studií Masarykovy univerzity a ihned poté zahájil doktorské studium stejného oboru. V roce 2007 poté zároveň získal magisterský titul také na Právnické fakultě Masarykovy univerzity v oboru právo. Jen o dva roky později úspěšně získal doktorský titul v oboru politologie, přičemž v roce 2007 obdržel cenu rektora Masarykovy univerzity udělovanou nejlepším studentům doktorského studia. V roce 2017 se pak v oboru rovněž habilitoval. V rámci svých studií absolvoval stáže na celé řadě zahraničních univerzit, například na Univerzitě v Lublani, Univerzitě v Amsterdamu nebo na Varšavské univerzitě.

## Kariéra
V roce 2007 začal působit na Katedře politologie FSS jako asistent. V letech 2007 až 2011 působil jako výzkumní pracovník Institutu pro srovnávací politologický výzkum. Po získání doktorského titulu v roce 2009 začal působit na politologické katedře jako odborný asistent a v roce 2011 se stal výzkumným pracovníkem Mezinárodního politologického ústavu Masarykovy univerzity. V letech 2012 až 2017 působil jako výkonný redaktor Politologického časopisu a také jako člen Sněmu Rady vysokých škol. V roce 2017 se stal členem hodnotícího panelu GAČR pro obory politologie a právo. V roce 2018 se stal předsedou České společnosti pro politické vědy, přičemž ve funkci jej v roce 2021 vystřídal politolog a historik Jan Holzer. V roce 2019 se stal šéfredaktorem Politologického časopisu. V roce 2020 se na FSS MUNI stal garantem studijního programu Politics, media and communication. V roce 2025 byl jmenován profesorem pro obor politologie.
Je autorem celé řady publikací pojednávajících zejména o politických systémech, politických stranách, populismu či extremismu. Je opakovaně zván do médií, kde se vyjadřuje k politické situaci.